# Pseudaletis agrippina
Pseudaletis agrippina (лат.) — вид бабочек-голубянок рода Pseudaletis из подсемейства Aphnaeinae (Lycaenidae). Западная и Центральная Африка.

## Описание
Мирмекофильные бабочки среднего размера, ассоциированные с муравьями рода Crematogaster, в гнёздах которых питаются их гусеницы и происходит окукливание. Гусеницы питаются водорослями.
Вид Pseudaletis agrippina был впервые описан в 1888 году британским энтомологом Hamilton Herbert Charles James Druce (1869—1922). Таксон включают в подсемейство Aphnaeinae (или трибу Aphnaeini в составе подсемейства хвостатки, Theclinae).